# Akishige Kaneda
Akishige Kaneda (japanisch 兼田 亜季重 Kaneda Akishige; * 26. Februar 1990 in Fukuyama) ist ein ehemaliger japanischer Fußballspieler.

## Karriere
Kaneda erlernte das Fußballspielen in der Jugendmannschaft von Sanfrecce Hiroshima. Seinen ersten Vertrag unterschrieb er 2008 beim Ehime FC. Der Verein spielte in der zweithöchsten Liga des Landes, der J2 League. Für den Verein absolvierte er drei Ligaspiele. 2014 wechselte er zum Ligakonkurrenten Montedio Yamagata. Am Ende der Saison 2014 stieg der Verein in die J1 League auf. Für den Verein absolvierte er drei Ligaspiele. 2016 wechselte er zum Ligakonkurrenten Avispa Fukuoka. Am Ende der Saison 2016 stieg der Verein in die J2 ab. Für den Verein absolvierte er 15 Ligaspiele. 2018 wechselte er zum Ligakonkurrenten Ōita Trinita. Ende 2018 beendete er seine Karriere als Fußballspieler.

## Erfolge
Montedio Yamagata
- Kaiserpokal

Finalist: 2014